# Jagel (Lanz)
Jagel ist ein bewohnter Gemeindeteil der Gemeinde Lanz des Amtes Lenzen-Elbtalaue im Landkreis Prignitz in Brandenburg.

## Geografie
Der Ort liegt drei Kilometer südsüdöstlich von Lanz und zehn Kilometer südöstlich von Lenzen, dem Sitz des Amtes Lenzen-Elbtalaue.
Die Gemarkung Jagel wird im Norden durch die Löcknitz, im Osten durch das Flüsschen Schmaldiemen, im Süden durch die Elbe, sowie im Westen durch die Landesstraße 121 und entlang der von dort abzweigenden Verbindungsstraße nach Jagel begrenzt. Nachbarorte sind Lanz im Norden, Babekuhl, Bernheide und Bärwinkel im Nordosten, Motrich, Cumlosen und Müggendorf im Südosten, Wanzer, Klein Wanzer und Aulosen im Süden, Stresow, Schnackenburg und Lütkenwisch im Südwesten, Mittelhorst im Westen, sowie Wustrow im Nordwesten.

## Geschichte
In Aufzeichnungen von 1804 wurde neben dem Dorf auch ein Gut in Jagel vermerkt, welches jedoch von Lindenberg aus bewirtschaftet wurde. Als Besitzer wurde in dieser Darstellung der preußische Generalfeldmarschall Wichard von Möllendorff genannt. Der Ort verfügte zu dieser Zeit über fünf Ganzbauern, acht Kossäten, drei Einlieger, einen Büdner und hatte insgesamt 133 Einwohner sowie 23 Feuerstellen. Die Einwohner waren nach Cumlosen eingepfarrt und postalisch war er über Perleberg zu erreichen.